# Henry Hudson Kitson
Henry Hudson Kitson (* 9. April 1863 oder 7. April 1865 in Huddersfield, England; † 26. Juni 1947 in Tyringham, Massachusetts) war ein englisch-amerikanischer Bildhauer. Er schuf zahlreiche Denkmäler historischer Persönlichkeiten.

## Leben
Kitson war ein Sohn von John M. Kitson und Emma (geborene Jagger). Er kam, als er 13 Jahre alt war, zu seinem ältesten Bruder John William Kitson (1846–1888) in die Vereinigten Staaten, um dort eine Ausbildung zu absolvieren. Auch sein Bruder Samuel James Kitson (1. Januar 1848 – 9. November 1906) arbeitete als Bildhauer in den Vereinigten Staaten. Später kam er nach Paris und studierte bei Jean-Marie Bonnassieux (1810–1892) an der École des Beaux-Arts und bildete sich zusätzlich nach der Natur aus. In den Jahren 1880 und 1884 stellte er im Pariser Salon unter anderem Gipsbüsten aus.  Nach seiner Rückkehr lebte in Hardwick und spezialisierte er sich auf die Schaffung von Denkmälern, Bildnisstatuen und Büsten. In seinen Skulpturen verewigte er Persönlichkeiten aus dem Amerikanischen Unabhängigkeitskrieg und dem Sezessionskrieg. Später lebte er in Boston. Im Jahr 1906 wurde Gaston Lachaise dort für einige Zeit sein Assistent. Ebenso wie seine erste Frau war auch die Bildhauerin Anna Hyatt Huntington seine Schülerin.

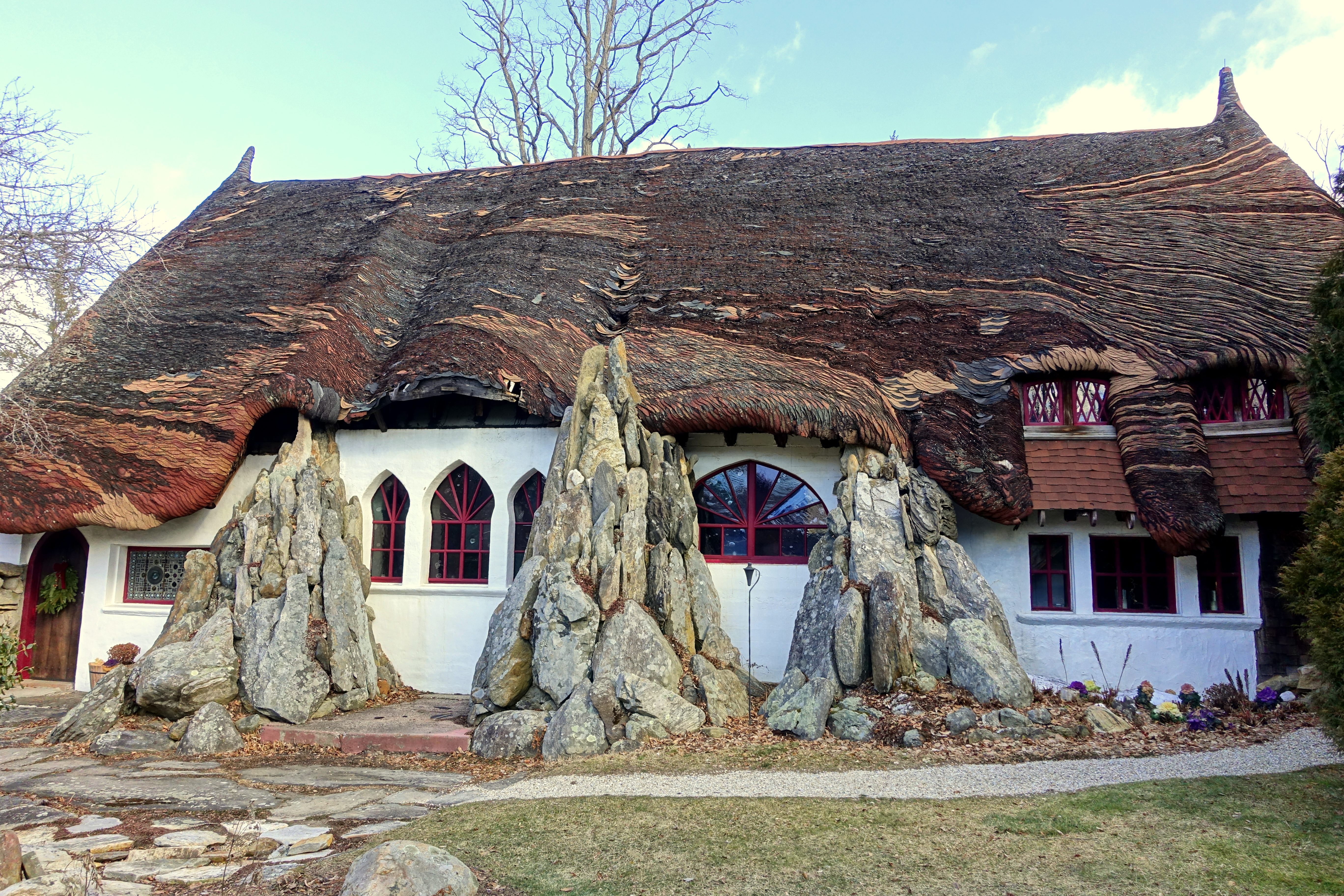
Santarella Gingerbread House, Tyringham

Kitson bewohnte in Tyringham, Berkshire County, Massachusetts das sogenannte englisch Gingerbread House ‚Lebkuchenhaus‘. Dieses hatte er aus seiner einfachen Scheune, die er in den 1930er Jahren erworben hatte, selbst gestaltet. Er begann mit dem Umbau des Kuhstalls, um dort sein Atelier einzurichten. Dafür ließ er innerhalb von drei Jahren Tausende von Steinen anliefern, die er strukturell und dekorativ verwendete. Das Dach ließ er wellenförmig anlegen. Es ruht auf schweren Kastanienbalken und Betonfundamenten um das enorme Gewicht abzustützen. Es sollte ursprünglich mit Stroh gedeckt werden, wurde aber schließlich mit einer mehrlagigen Schicht aus Schindeln gedeckt. Das Gelände ließ er mit einem Buschzaun einfrieden. Hier verbrachte Kitson seine letzten Lebensjahre. Später wurde das Gebäude seit 1953 für die Tyringham Art Gallery genutzt.

## Familie
Kitson heiratete am 29. Juni 1893 in Boston seine aus Brookline stammende Schülerin Theo[dora] Alice (geborene Ruggles; 1871–1932). Sie war eine Tochter von Cyrus Washburn Ruggles und dessen Frau Anna Holmes (geborene Baker) und zeigte früh ein besonderes Talent für die Bildhauerei. Sie studierte in Paris bei Pascal Adolphe Dagnan-Bouveret auch die Malerei. Sie war die erste Amerikanerin, die im Pariser Salon im Fach Bildhauerei ausgezeichnet wurde. Mit ihr hatte er drei Kinder:
- Dorothy Kitson (2. Dezember 1894 – 3. September 1953) ⚭ 1920 mit Georg Christian Mayer (1886–1977)
- John “Eugene St John” Kitson (1. März 1896 – Oktober 1968) ⚭ Helen Cavanagh Kitson (30. August 1891 – 9. Oktober 1972)
- Theo Kitson (* 1897)?

Nach ihrem Tod heiratete er Marie Louise (geborene Hobron; † Mai 1947).

## Werke (Auswahl)

Statuen
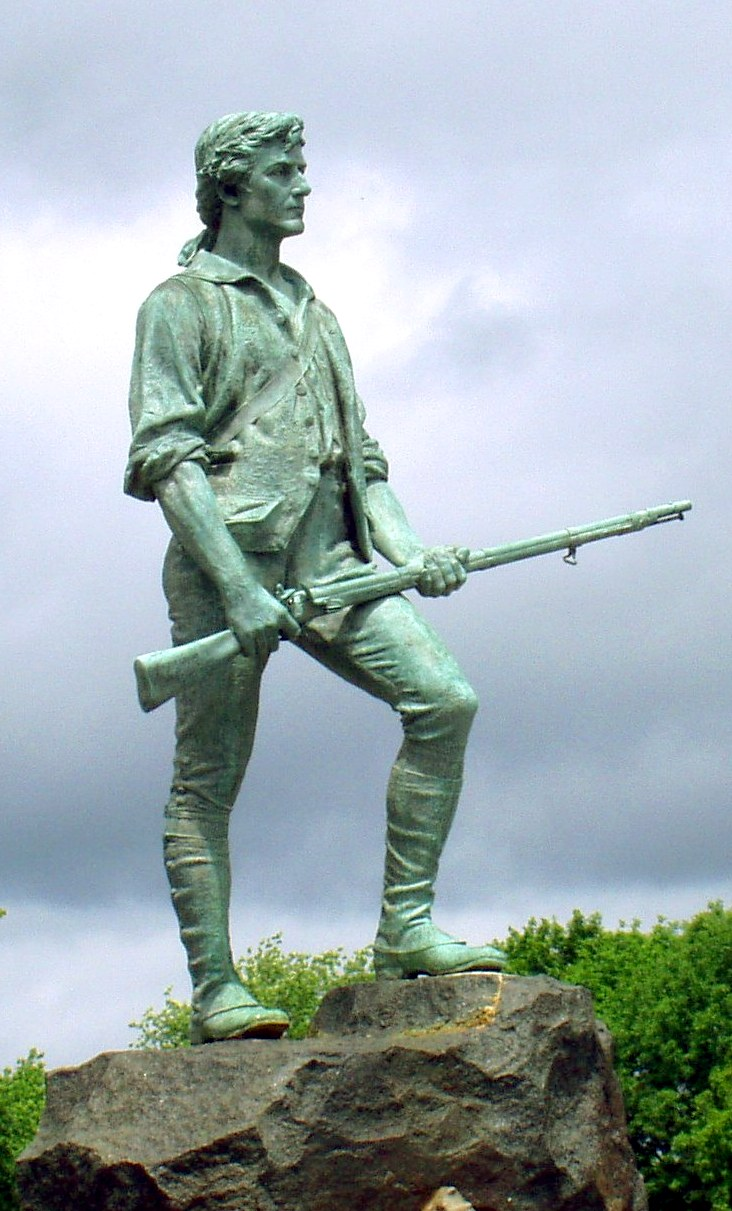
Minute Mane
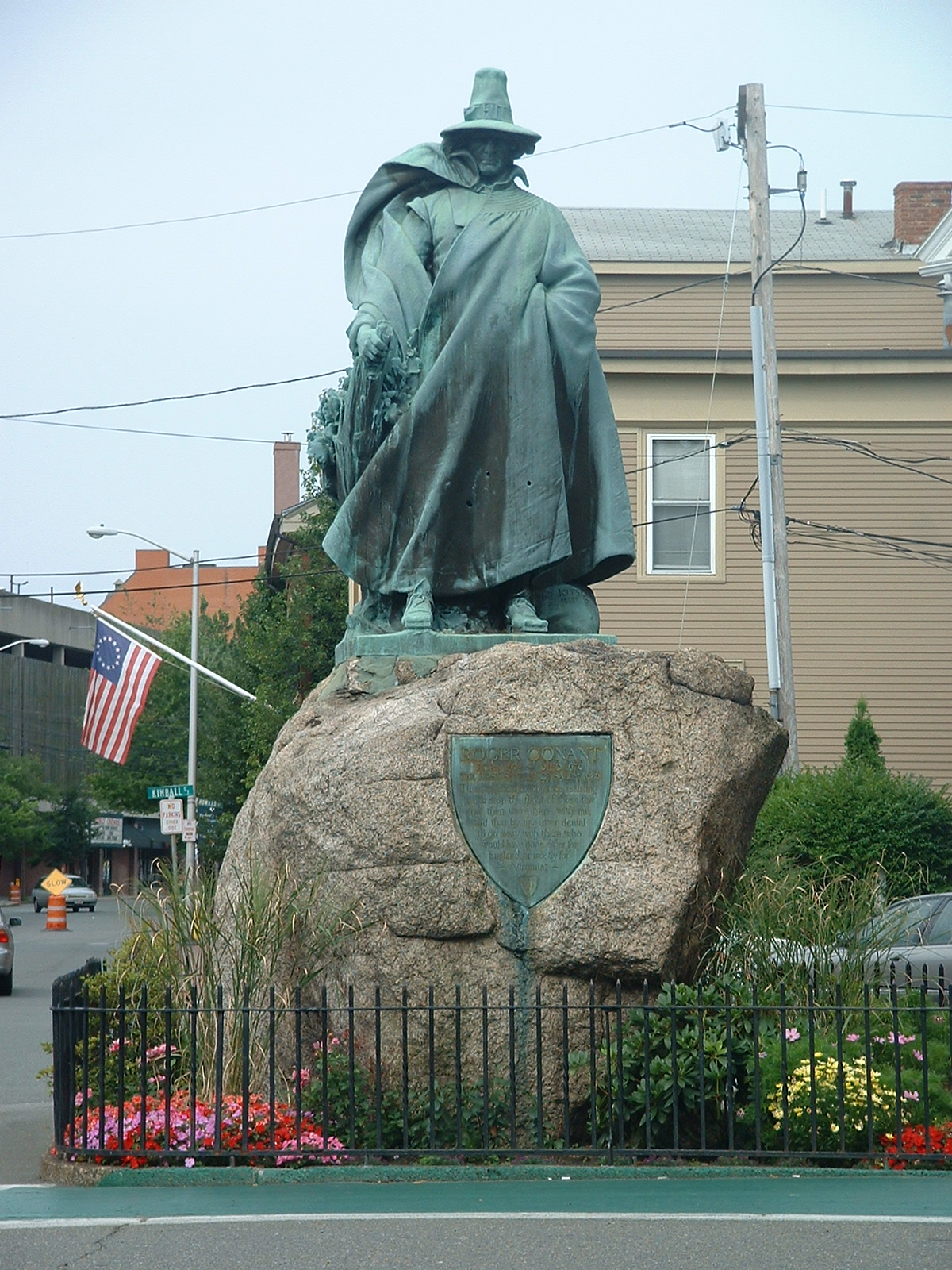
Roger Conant
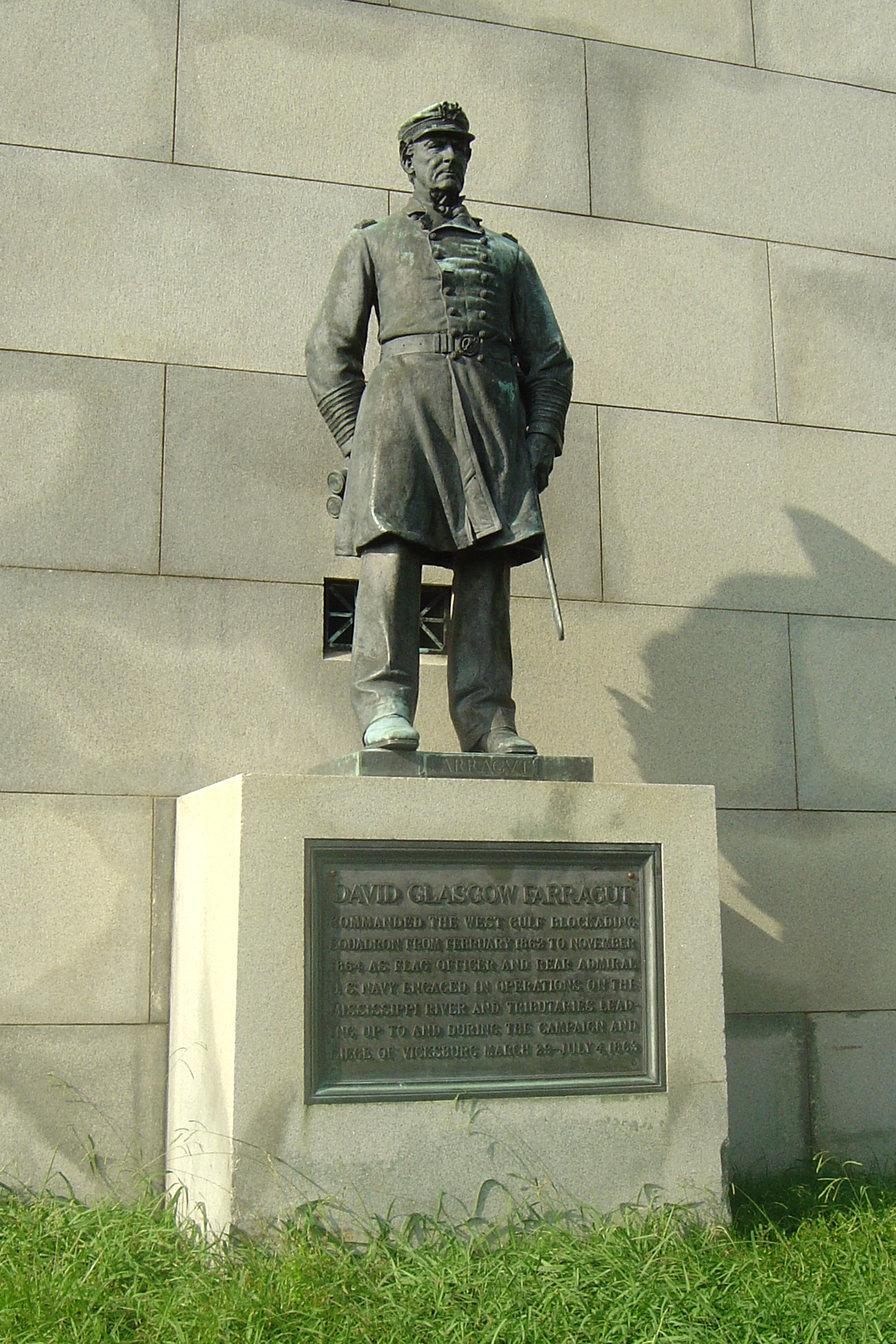
David Glasgow Farragut
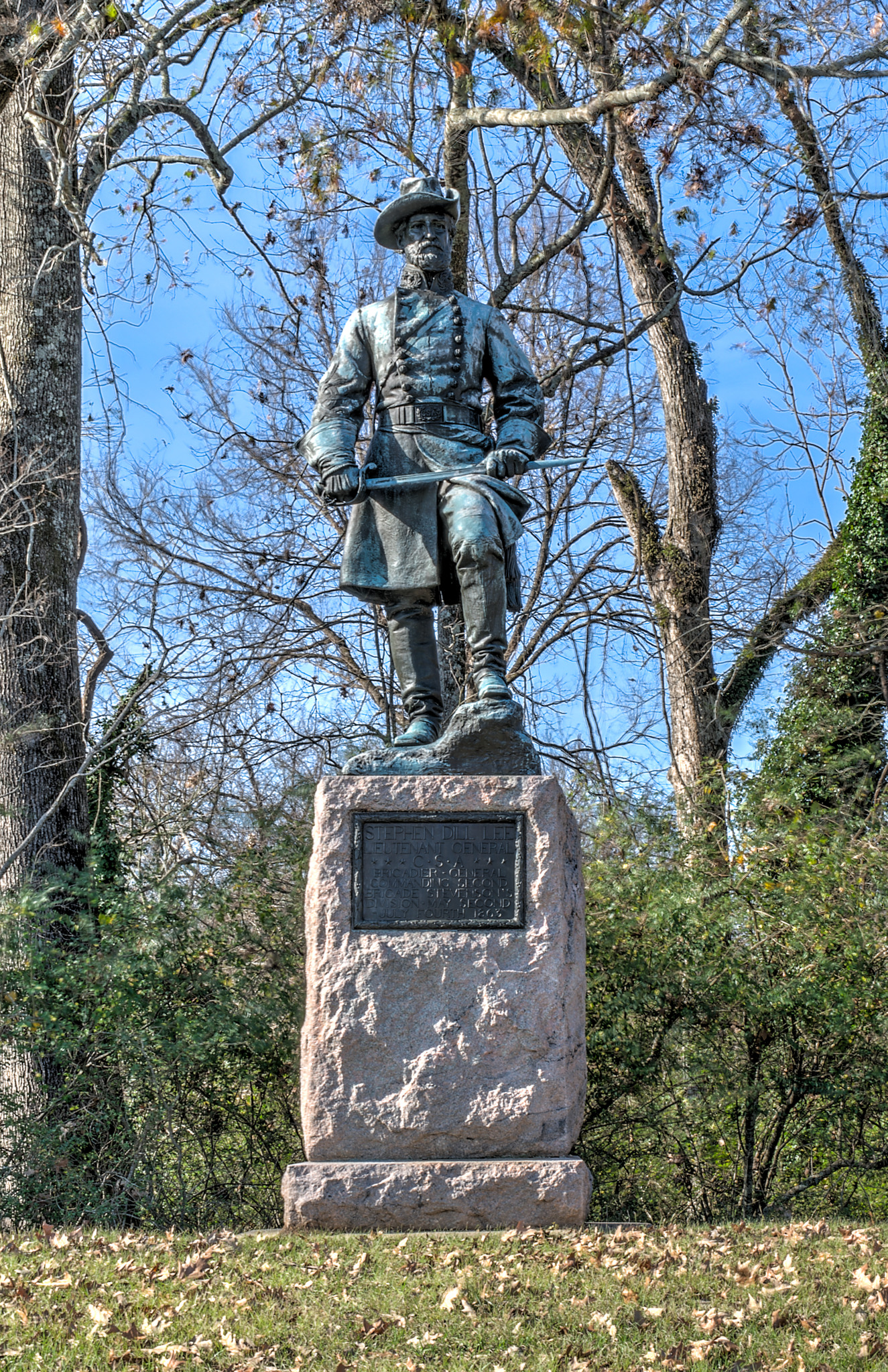
Stephen Dill Lee
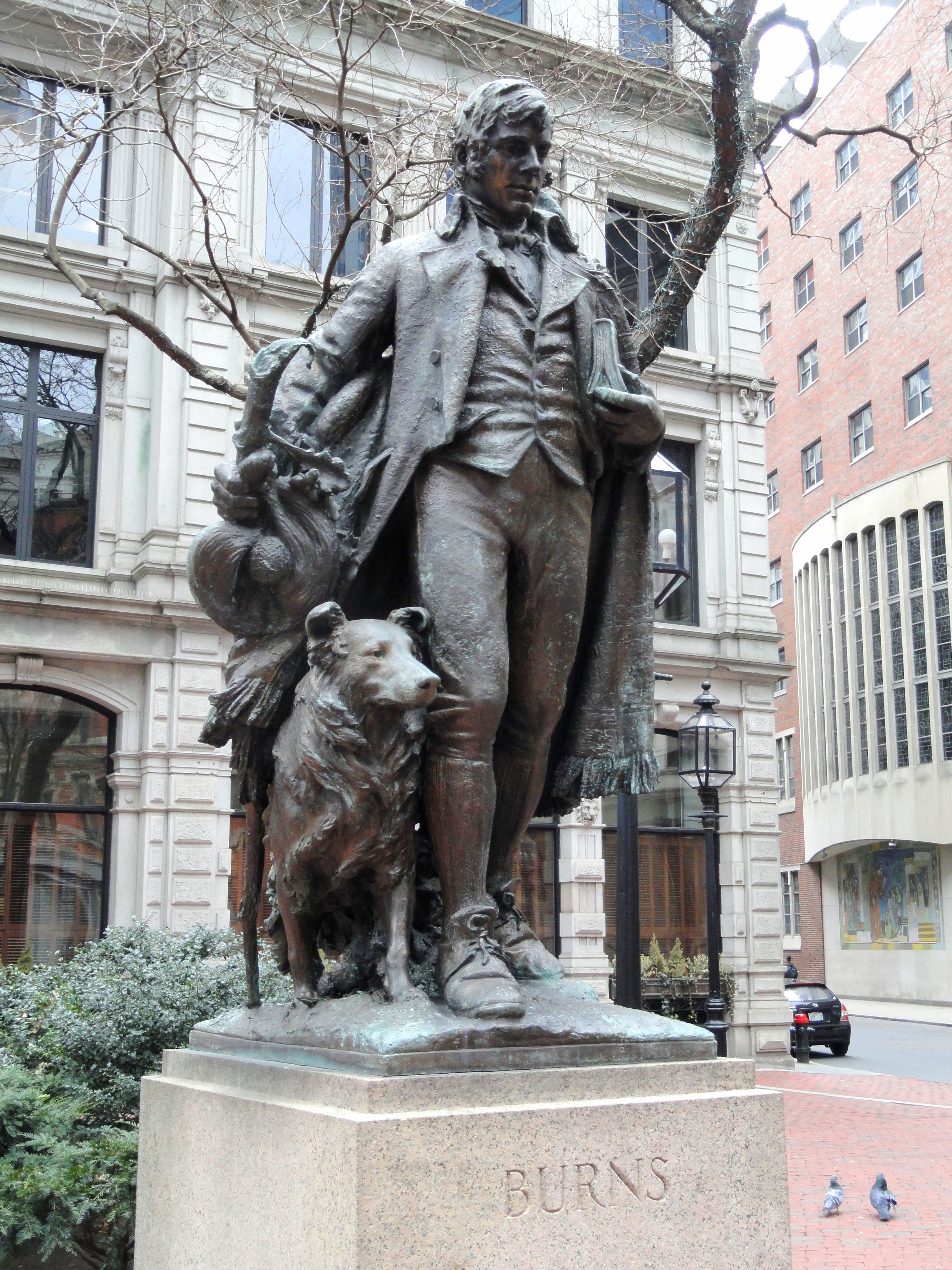
Robert Burns

Statuen
- Music of the Sea ‚Musik des Meeres‘ (Boston Museum)
- The W. H. Hunt Memorial, Boston
- Christus am Kreuz (Auftrag der Familie Drexel, Grabkapelle in Philadelphia)
- Major Doyle monument Providence, Rhode Island
- The Hayes Memorial Fountain, Providence
- Statue of General Stephen Dill Lee Vicksburg National Military Park
- David Glasgow Farragut Vicksburg National Military Park
- Minute Man-Statue, Captain John Parker, Lexington
- Admiral David Glasgow Farragut (Marine Park Boston, Einweihung am 28. Juni 1893)
- Statue of Roger Conant, dem Gründer von Salem

Büsten
- Samuel J. Kirkwood
- 1911: Vittorio Emanuele III, King of Italy[9]
- James Bryce, O. M., Ambassador of Great Britain to the United States, 1907–1913 (Bronze, National Gallery Washington)
- König Karol und Königin Elizabeth von Rumänien (Bukarest, Marmor).

## Auszeichnungen und Mitgliedschaften (Auswahl)
- drei Goldmedaillen der Massachusetts Charitable Mechanic Association
- 1886: goldene Ehrenmedaille der American Art Association, New York für Die Musik des Meeres
- 1889: goldene Medaille bei der Weltausstellung, Paris
- 1893: goldene Medaille World’s Columbian Exposition, Chicago
- 1900: goldene Medaille bei der Weltausstellung, Paris
- 1902: Inhaber des rumänischen Bene Merenti Ordens[10]

Mitglied der/des:
- Ethnographical Society of France
- National Sculpture Society
- National Arts Club, New York
- Copley Society
- Bostonian Society
- Boston Art Clubs